# Peter Juel-Jensen
Peter Juel-Jensen, né le 18 mai 1966 à Rønne (Danemark), est un homme politique danois, membre du parti Venstre. Il est député au Folketing depuis 2007.

## Biographie
Peter Juel-Jensen est engagé de 1993 à 1996 dans le régiment de hussards de la Garde royale danoise. Il commence ensuite une formation à Hjørring pour devenir professeur, ce qu'il fait à Rønne en 2000. Il devient directeur-adjoint d'école en 2006.
Engagé au sein de Venstre, il commence sa carrière politique en étant élu conseiller municipal d'Aakirkeby et membre du conseil de l'amter de Bornholm lors des élections locales de 2001. Il devient conseil régional de Bornholm quand ces collectivités fusionnent en 2002. Il est réélu pour un second mandat en novembre 2005.
Il est candidat aux élections législatives de février 2005 mais ne remporte pas de siège. De nouveau candidat lors des élections législatives anticipées de novembre 2007, il remporte cette fois-ci un siège de député au Folketing.
Il est ensuite réélu en septembre 2011, juin 2015, juin 2019 et novembre 2022,,,.
En 2023, il devient le président de la commission parlementaire spéciale établie par la Constitution danoise pour le contrôle des lieux de privation de liberté.